# 縣聡
縣 聡（あがた さとし、1918年（大正7年）11月20日 - 2003年（平成15年）2月10日）は、日本の政治家。元長野県大町市長。

## 来歴
長野県北安曇郡大町（現大町市）生まれ。旧制大町中学（現長野県大町岳陽高等学校）を経て、1940年（昭和15年）3月、旧制高岡高等商業学校卒業。同年に渡満し、満州特産物輸出貿易業・瓜谷商店に勤務。翌年応召し、1946年（昭和21年）復員。1951年（昭和25年）3月、北安曇農業高等学校（現長野県池田工業高等学校）教諭となり、1953年（昭和27年）退職し、大町商工会議所専務理事となる。1954年（昭和29年）8月、大町市役所に入庁し、税務課長、税務課長、総務課長を歴任した。
1962年（昭和37年）7月、大町市長選挙に当選し、1978年（昭和53年）7月まで4期務めた。在任中は教育文化施設や、勤労福祉センター、ゴミ焼却場、し尿処理施設の整備、新たな市立大町図書館の竣工などにあたった。その他、全国市長会理事、大町市観光協会長、大町市開発公社理事長などを務めた。